# Biledulgerid

Barbariae et Biledulgerid, Nova Descriptio, Karte von Abraham Ortelius 1570: Biledulgerid in rot

Generall Mapp of the Coast of Barbarie, Karte von Richard Blome 1667; Biledulgerid in gelb, unterteilt in Regionen

Biledulgerid war eine historische Bezeichnung der Landschaft im Maghreb südlich des Atlas, verwendet vor allem von europäischen Geografen im 16. bis 18. Jahrhundert. Der Name ist gleichbedeutend mit Bilād al-Jarīd (arabisch بلاد الجريد, DMG bilād al-ǧarīd ‚Dattel-Land‘), dem wesentlich enger gefassten Landstrich Bled el Djerid im heutigen Tunesien.
Frühe europäische Kartografen kannten nur die Küstengegenden der Berberei beziehungsweise der Barbareskenstaaten, während es nur spärliche Berichte über das nordafrikanische Landesinnere gab. Ab Mitte des 16. Jahrhunderts wurde in den allmählich detaillierteren Karten dann der latinisierte Name Biledulgerid für die Gegend etabliert. Die so bezeichnete Region erstreckte sich gürtelförmig vom heutigen Südmarokko bis nach Südlibyen. Grundlage für diese Benennung war das Werk von Leo Africanus, demzufolge der südliche Gürtel des Maghreb so reich an Dattelbäumen sei, dass das Land von den Arabern so genannt würde. Um 1700 waren etwa folgende Teilregionen definiert: Tesset (südlich von Marokko), Darha (Umland des Wadi Draa), Zegelmesse/Segelomessa (südlich des Fès-Königreichs), Tigorin/Tegorarina, Zeb/Zebum und Mezzab (südlich des Reichs von Algier), Biledulgerid (Djerid, südwestlich von Tunis) weiter unterteilt nach Techort, Guargala, Gademes (ihrerseits südwestlich, südlich und südöstlich von Biledulgerid), Fezzen (südlich von Tripolis) und Teorregu. Auch wenn Biledulgerid dabei eine eigene Teilregion bildete, wurde dennoch auch die gesamte Großregion so benannt. Fessan und Teorregu wurden in manchen Karten bereits als Teil von Barcas (Kyrenaika-Wüste) verstanden; in wenigen Karten zählte auch Barcas mit zum Biledulgerid. Es galt, dass sowohl Berberei wie auch Biledulgerid nicht mehr die Nillande umfassten.
Gesicherte Kenntnisse über Biledulgerid waren auch in der Neuzeit spärlich, so berief sich 1650 eine geographische Abhandlung noch auf antike Autoren. Die Landschaft wurde korrekt als dürr und trocken beschrieben, mit einer länglichen Erklärung, dass teils für 50 bis 100 Meilen keine Brunnen zu finden seien. Die Bewohner wurden als Muslime, Heiden und Wilde bezeichnet, zu letzteren zählten angeblich auch Troglodyten. Als Hauptexporte waren Datteln und Salz bekannt.
Gegen Ende des 18. Jahrhunderts verschwand der Name Biledulgerid allmählich von europäischen Karten über Afrika, als sich die Informationslage über die Region besserte. In gedruckten Werken hielt sich die Bezeichnung noch länger, so lokalisierte die österreichische Anleitung zur Erdbeschreibung von 1828 das Gebiet noch im Süden der Berberey […] von Ägyptens Gränze bis an das Atlantische Meer. 1857 definierte Pierer’s Lexikon den Begriff noch als Land „von ungewissen Grenzen“: einerseits die geografische Großregion und andererseits nur den „[Land]strich von Tunis bis Sahara“, auch dies noch wesentlich großzügiger als die Oasenregion Bled el Djerid.